# Йохан VII Ридезел цу Айзенбах
Йохан VII (II) Ридезел цу Айзенбах (на немски: Johann VII (II) Riedesel zu Eisenbach; * ок. 1490; † 24 май 1550) от стария род „Ридезел цу Айзенбах“ от Хесен е господар на Айзенбах и Ноймарк, 10. наследствен маршал 1531 – 1550 г. в Ландграфство Хесен, княжески камер-секретар във Ваймар.
От 1432 г. фамилията Ридезел е наследствен маршал на Хесен и през 1680 е издигната на фрайхер. Резиденцията е замъка, по-късно дворец Айзенбах.
Той е големият син на Херман IV Ридезел цу Айзенбах (1463 – 1529) и съпругата му Агнес фон Хопфгартен (* сл. 1455; † сл. 1517), дъщеря на Хиеронимус фон Хопфгартен и Сибила фон Бранденщайн.
Брат е на Фолпрехт I (1500 – 1563), Херман V († 1532), наследствен маршал в Хесен (1500 – 1529), и Катарина Ридезел цу Айзенбах, омъжена за Босо фон Бухенау († сл. 1542).
Баща му Херман IV Ридезел цу Айзенбах е 8. наследствен маршал (1500 – 1529), въвежда 1527 г. реформацията в господството Ридезел. През 1542 г. Йохан VI Ридезел цу Айзенбах получава Ноймарк.

## Фамилия
Йохан VII Ридезел цу Айзенбах се жени през февруари 1510 г. за Клара фон Кронберг († 1 декември 1520), дъщеря на Йохан фон Кронберг и Клара фон Хелмщат. Те имат един син:
- Херман VI Ридезел цу Айзенбах (1512 – 1560), женен 1539 г. за Маргарета фон дер Малсбург (* 1523; † 19 декември 1565), дъщеря на Херман фон дер Малсбург († 1557) и Катарина фон Фирмунд (1508 – 1597)

Йохан VII Ридезел цу Айзенбах се жени втори път 1520 г. за Отилия фон Амсдорф. Те имат една дъщеря:
- Катарина Ридезел цу Айзенбах (* 1523; † 20 юни 1585), омъжена за Хайнрих X фон Дона († 1563)

Йохан VII Ридезел цу Айзенбах се жени трети път 1532 г. за Сузана фон Айхелсхайм († юни 1535). Бракът е бездетен.